# Editor de gráficos vectoriales

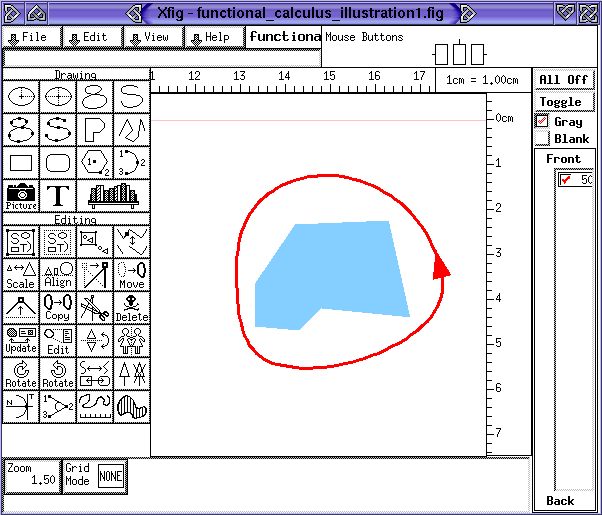
Captura de pantalla del editor de gráficos vectoriales xfig.

Un editor de gráficos vectoriales es una aplicación informática que permite al usuario crear y editar imágenes de gráficos vectoriales de forma interactiva en la pantalla de la computadora (comparado con MetaPost) y guardarlas en uno de los tantos formatos de gráficos vectoriales, como EPS, PDF, WMF, SVG o VML.

## Editor de gráficos vectoriales vs. editor de gráficos rasterizados
Con frecuencia los editores de gráficos vectoriales y los editores de gráficos rasterizados contrastan, y sus características se complementan. Los editores de gráficos vectoriales son mejores para diseño gráfico, diseño de planos, tipografía, logotipos, ilustraciones artísticas, ilustraciones técnicas, diagramación y diagramas de flujo. Los editores de gráficos rasterizados son más adecuados para manipulación fotográfica, ilustraciones fotorrealistas, collage, e ilustraciones dibujadas a mano usando una tableta digitalizadora.
Muchos ilustradores actuales usan Corel Photo-Paint y Adobe Photoshop para crear toda clase de ilustraciones. Las versiones recientes de editores de gráficos rasterizados, como GIMP y Photoshop soportan herramientas de tipo vector y los editores de gráficos vectoriales como CorelDRAW, Adobe Illustrator, Xara Xtreme, Adobe Fireworks, Inkscape o SK1 están adoptando poco a poco herramientas y técnicas que alguna vez fueron exclusivas de los editores de gráficos rasterizados (como el blurring).

## Características
Algunos editores de gráficos vectoriales tienen soporte para animación, mientras que otros (como Adobe Flash) están orientados específicamente a la producción de gráficos animados. Generalmente los gráficos vectoriales son más adecuados para la animación, aunque existen también herramientas de animación basadas en gráficos rasterizados.
Los editores de gráficos vectoriales están estrechamente relacionados con el software de autoedición como Adobe InDesign o Scribus, quienes también comúnmente incluyen algunas herramientas de dibujo de gráficos vectoriales (que por lo común son menos poderosas que las de los editores de gráficos vectoriales independientes). 
Los editores de gráficos vectoriales modernos son adecuados, y a menudo preferibles, para el diseño de documentos monofaciales, de dos caras o de pocas páginas (como volantes o folletos); en cambio, los programas de autoedición (maquetación o diagramación) son más apropiados para documentos de numerosas páginas o con grandes masas de texto.
Los editores de gráficos vectoriales especiales son usados en el diseño asistido por computadora. Estos no son aptos para gráficos artísticos o decorativos, pero son ricos en librerías de objetos y herramientas usadas para asegurar la precisión y el cumplimiento de estándares en dibujos y planos.
Finalmente, los programas de gráficos 3D como Maya, Blender o Autodesk 3ds Max pueden considerarse extensiones de los editores de gráficos vectoriales tradicionales, y tienen en común algunos conceptos y herramientas que son nbuyena.